# Zagrebačka škola fotografije
Zagrebačka škola fotografije je naziv za fotografski stil nekolicine umjetničkih fotografa u Zagrebu tridesetih godina 20. stoljeća obilježen radovima socijalne tematke, bogatstvom detalja u tamnim dijelovima i jakim kontrastima.

## Naziv
Naziv „Zagrebačka škola fotografije“ nije bio skovan u Hrvatskoj niti osmišljen s namjerom da označi određenu organiziranu grupu fotografa. Iz hvaljenih kritika koje su se nizale nakon međunarodnih izložbi u Zagrebu, Sloveniji, pa i izvan europskih granica, s vremenom se profilirao naziv za tada jako cijenjene zagrebačke fotografe. Grupa amaterskih fotografa okupljala se u Fotoklubu Zagreb koji je osnovan 1892. godine u okviru Austro-Ugarske Monarhije. Prvim zlatnim razdobljem Fotokluba smatraju se tridesete godine 20. stoljeća, što je još poznato i kao Zagrebačka škola fotografije, kad dolazi do razmjene međunarodnih izložbi i stvaranja zajedničkog ujednačenog stila. Naglasak je stavljen na umjetničku fotografiju kao vrstu, za razliku od profesionalnih fotografa koji su bili obrtnici neskloni eksperimentiranju.

## Glavni predstavnici i značajke
Ključne 1938. godine održan je Međunarodni fotoamaterski kongres u Beču na kojem je osnovana Međunarodna fotoamaterska unija (današnji FIAP - Fédération internationale de l'Art Photographique) kojoj je na čelo postavljen Paul Lücking, a za potpredsjednika August Frajtić. Na izložbi koja je popratila kongres predstavljeni su zagrebački autori kojima je kritika tada najviše bila naklonjena. 
Englesko društvo „Royal Photographic Society“ iz Londona 1938. godine predlaže postavljanje samostalne izložbe Zagrepčana s količinom od 100 fotografija. Na inicijativu Augusta Frajtića šalje se Zbirka stotinu djela suvremene hrvatske fotografije u Nizozemsku u rujnu 1938. godine. Izložba je održana u svim većim gradovima u Nizozemskoj, a nakon toga upućena je u Stockholm kako bi bila dalje prezentirana i u skandinavskim zemljama. 
Izložba u Londonu odjeknula je velikim uspjehom, sveučilišta Oxford i Cambridge traže da se čitava kolekcija održi u njihovim gradovima. Fotografije su dalje bile izlagane u SAD-u, Belgiji, Bugarskoj, Njemačkoj i Argentini.
Autori koji su u njoj najviše bili zastupljeni su: 
1. Tošo Dabac
2. Mladen Grčević
3. Marijan Szabo
4. August Frajtić
5. Ignjat Habermüller
6. Richard Fuchs
7. Branko Kojić
8. Georgij Skrygin
9. Albert Starzyk

Tadašnje kritike hvale interes za socijalne društvene strukture, ali i za nacionalno: pejzaže, ljude, folklor. 
U osvrtu na VII. Međunarodnu izložbu u Zagrebu navodi se u čemu je značajka ovih fotografa da su svedeni pod zajednički nazivnik: „To su u prvom redu pogledi na fotografiju koja se jako razlikuje od pogleda autora drugih naroda. Slike su pune života, vedrine, snage i dinamike. Kao drugo, mogao bi se navesti kompozicioni sadržaj, kojim su produhovljene sve slike, obilujući bogatstvom motiva uz narodnu notu. A najviše podiže kuriozitet naročita tehnika koja u ovom organiziranom klubu daje neki posebni 'timbar' svim radovima članova od najboljeg do najlošijeg. Dok se kod većine stranih autora ne može naći detalja u sjenama, kod Zagrepčana dominira bogatstvo detalja u tamnim partijama uz inače veliku briljantnost čiste slike. Eto to su ti karakteristični momenti radova Zagrepčana, radi kojih se oni tretiraju u stranom fotografskom svijetu pod imenom „Zagrebačke škole“.
Sjene kod crno-bijelih fotografija imaju ulogu lika oživljujući kompoziciju na semantičkoj razini i dajući joj neka skrivena značenja. Tehnička izvrsnost zagrebačkih fotografa koja je rezultat njihove suradnje i dijeljenja znanja i postignuća omogućuje razlučivanje elemenata na slici.
Mladen Grčević, povjesničar umjetnosti koji se bavio razvojem umjetničke fotografije u Hrvatskoj, ističe pojedine formalne karakteristike: potpuno je savladana zanatska strana što je rezultiralo postizanjem visokog stupnja tehničke dorade fotografije; karakterističan ton fotografija omogućen je korištenjem klor-bromo-srebrnog papira za povećanja koji daje slabiji kontrast, no omogućuje široki dijapazon polutonova i poseban način obrade slika; izbljeđivanjem najsvjetlijih mjesta na slici postizalo se proširenje dijapazona tonova i dojam jačeg kontrasta; radi dinamike fotografija, korištena je dijagonalna i S-linijska kompozicija.

## Galerija djela
- Tošo Dabac, Prosjakinja s djetetom, 1932./33.
- Đuro Janeković, Dama sa psom, 1934.
- Albert Starzyk, Akt, 1934.

## Vanjske poveznice
- Muzej suvremene umjetnosti
- Zagrebačka škola fotografije Fot-o-grafiti.hr
- Fotoklub Zagreb - povijest  Arhivirana inačica izvorne stranice od 23. travnja 2013. (Wayback Machine)